# تنغ سوك (إرم)
تنغ سوك (بالفارسية: تنگ‌سوک) هي قرية تقع في إيران في قسم إرم الريفي. يقدر عدد سكانها بـ 39 نسمة .